# Motorola Xoom
Motorola Xoom è il primo tablet PC prodotto da Motorola Mobility. È stato presentato negli USA nel gennaio 2011 al CES (Consumer Electronic Show) 2011.

## Caratteristiche
Utilizza il processore Dual Core Cortex A9 Nvidia Tegra2.
Come sistema operativo è stato il primo a utilizzare la nuova versione di Android dedicata ai tablet, la versione 3.0 Honeycomb, che si aggiorna automaticamente con il 3.2.
In Italia è stato presentato il 12 aprile 2011 ed è commercializzato in esclusiva da TIM da giugno 2011.

## Xoom 2
Un'evoluzione del tablet, denominata Xoom 2 è stata resa disponibile nel gennaio 2012 sul mercato italiano, anch'essa commercializzata da TIM. Si differenzia per il processore di 1.2 GHz, il peso (più leggero, 590 g) e schermo con vetro Gorilla Glass.

## Aggiornamenti
L'ultimo aggiornamento automatico del sistema, in entrambi i modelli, è dell'agosto 2012, con la versione Android 4.0.4.